# Лонжек-Хваловський
Лонжек-Хваловський (пол. Łążek Chwałowski) — село в Польщі, у гміні Радомишль-над-Сяном Стальововольського повіту Підкарпатського воєводства.
У 1975-1998 роках село належало до Тарнобжезького воєводства.